# Pelta

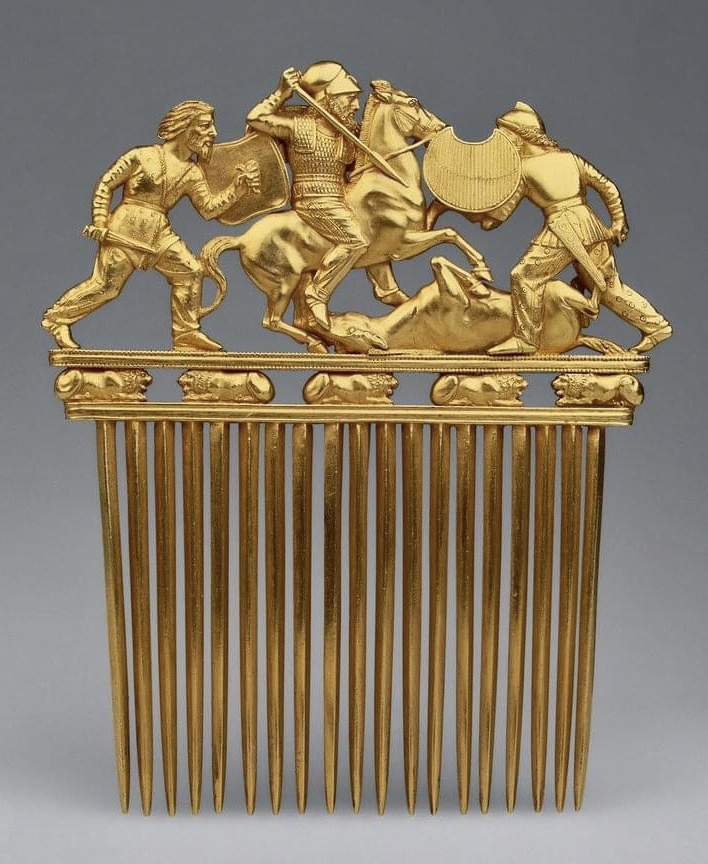
Guerrer amb pelta de mitja lluna en una pinta escita.

La pelta (en grec πέλτη / péltê (pelta), escut lleuger; en llatí peltarion) és un escut lleuger portat pel peltasta traci, combatent d'infanteria lleugera dels antics exèrcits grecs.
Segons Aristòtil, la pelta mancava de vora i sembla que dona a entendre que era rodó. Xenofont el descriu com a "rodó", encara que les representacions a l'art són molt rares. Algunes tropes perses i orientals usaven també escuts similars a la pelta. No obstant això, sembla que aquest escut en forma de mitja lluna va tenir els seus orígens a Tràcia, d'on eren la majoria de peltastes.
La pelta tenia forma de mitja lluna (el costat còncau cap a l'alt) i estava realitzat amb una armadura de fusta, sovint de vímet, recobert de pell de cabra o de be. Com l'aspis koilè, la seva cara externa portava un emblema, sovint un dibuix geomètric que pot també ser més representatiu (serp, ull, mitja lluna, etc.).
La pelta apareix de vegades representada amb una sola nansa, i unes altres amb dos agafadors, com els escuts hoplon dels hoplites. Tenia així mateix una corretja per transportar-la.

## La pelta, arma defensiva de les amazones

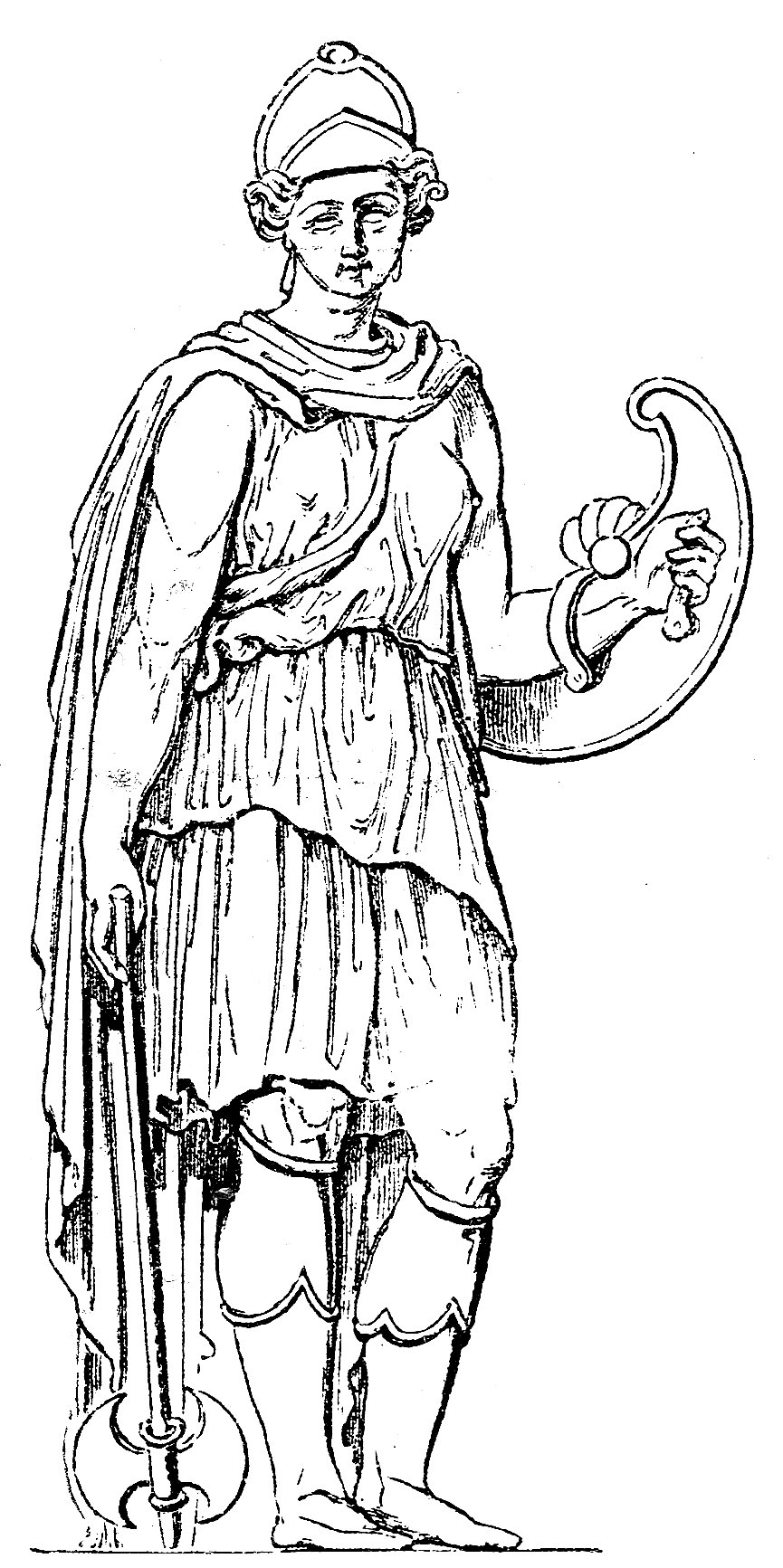
Amazona amb la seva pelta.

La pelta va ser atribuïda llegendariament a les amazones pels poetes, que les anomenaven peltatae (o peltiferae), ja que aquest escut era considerat la seva arma nacional.
En efecte, aquest tipus d'escut s'adapta bé a la morfologia femenina per la seva petita grandària i lleugeresa, a més de que la seva forma és ideal per a guerrers a cavall, ja que pot estar unida a la seva esquena i amb les osques sobre la curvatura de l'esquena del cavall es redueix el risc perquè la guerrera es vegi obstaculitzada per la fricció del seu escut amb la part posterior de la seva muntura, sobretot durant les cavalcades a gran velocitat.
Quint d'Esmirna dona la següent descripció de l'escut de Pentesilea: "Va prendre el seu escut diví, similar a una mitja lluna que s'eleva per sobre de les profunditats de l'oceà, ple a la meitat el seu disc i doblegant les seves puntes: així era aquest gran escut."

## Lapeltaen decoracions antigues

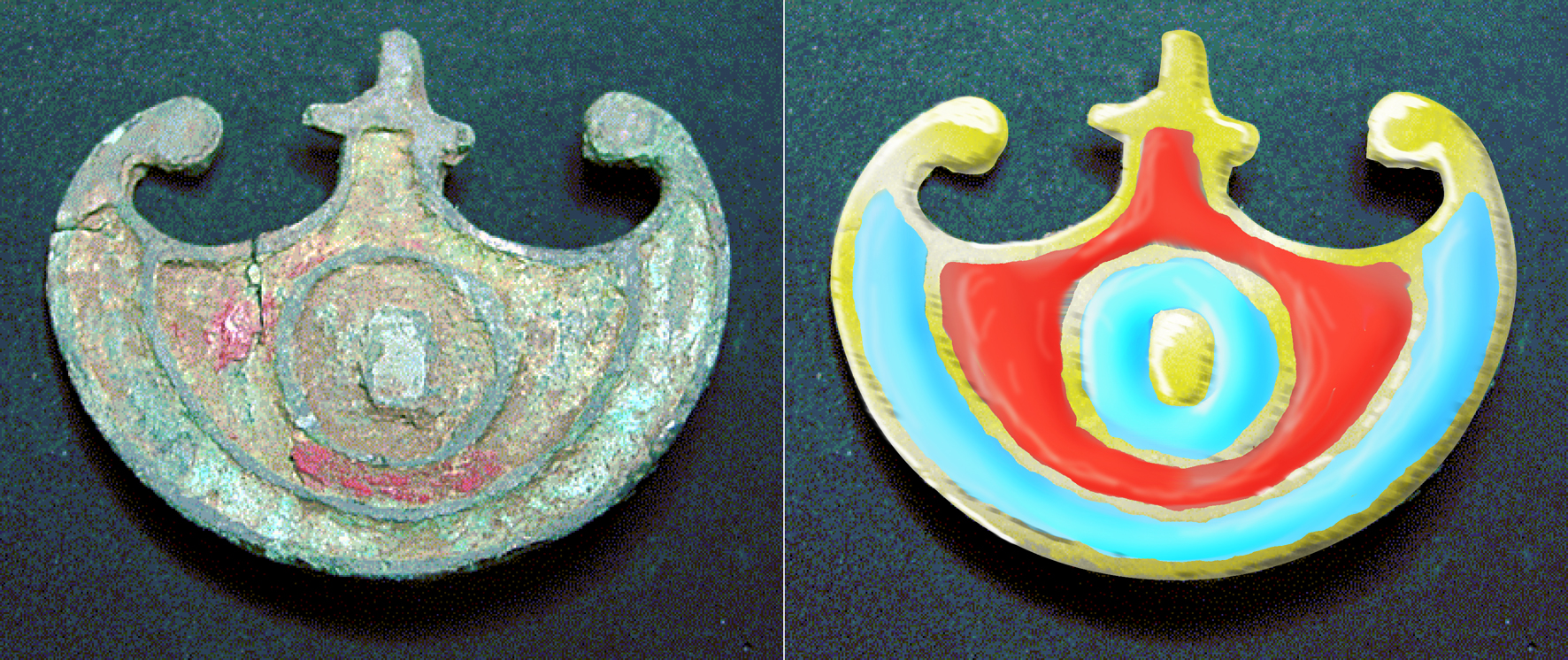
Fermall romà en forma de pelta trobat a Panonia,.

En època romana els escuts de les amazones es van posar de moda com a motiu decoratiu per ornamentar mosaics i arts menors. Les peltes, emmarquen sovint els cartutxos amb una inscripció en els monuments i sarcòfags. R. Gavelle considerava la pelta com un atribut bàquic, evocant la similitud entre "la forma de la pelta i la fulla d'heura." Segons G.-Ch. Picard, a l'època imperial la pelta simbolitzava la virtus. Per a ell, la pelta tenia dos valors: un d'ètnic "és l'arma dels orientals" i l'altre simbòlic, les amazones s'havien convertit en "símbols de la virtut guerrera, la virtus, que constituïen la principal de les qualitats reals requerides per la teologia hel·lenística."
L'opinió més comunament acceptada atribueix a la pelta un valor apotropaic similar al de la gorgona Medusa.

## Lapeltaen els nostres dies

La pelta, els angles de la qual estan acabats amb caps de lleó i d'àguila apareixen en l'emblema oficial de la República Francesa.

El simbolisme de la pelta continua sent utilitzat en els nostres dies, com és el cas de França.